# ازدنیک اسووبودا
ازدنیک اسووبودا (چکی: Zdeněk Svoboda؛ زادهٔ ۲۰ مهٔ ۱۹۷۲) بازیکن سابق و مربی فوتبال اهل جمهوری چک است.
از باشگاه‌هایی که در آن بازی کرده‌است می‌توان به دوکلا پراگ، باشگاه فوتبال اسپارتا پراگ، باشگاه فوتبال زبرویوفکا برنو، باشگاه فوتبال وسترلو، و باشگاه فوتبال شلاسک وروتسواف اشاره کرد.
وی همچنین در تیم ملی فوتبال جمهوری چک بازی کرده‌است.